# Puerta de vehículo

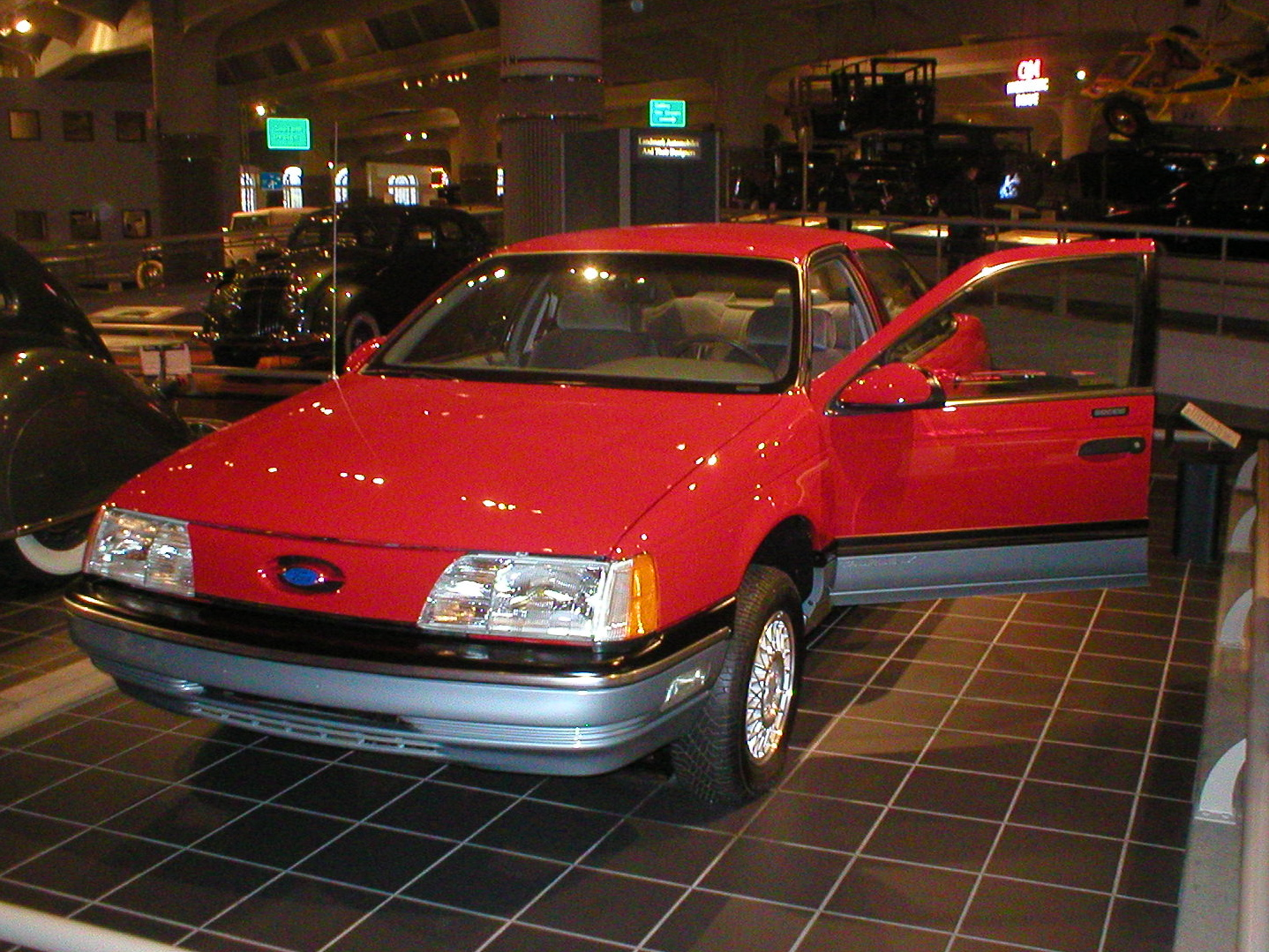
Parte exterior de la puerta de un vehículo en un Ford Taurus de 1986.

Una puerta de vehículo es una pieza mecánica móvil (típicamente sujetada con bisagras, aunque a veces unida por otros mecanismos) que permite el acceso a su interior, así como la salida del mismo.
Se puede abrir para proporcionar acceso a la apertura, o bien puede cerrarse para asegurarla. La puerta puede abrirse de forma manual, electrónica e incluso automática, en cuyo caso no es necesaria la intervención del usuario. Las puertas motorizadas se encuentran generalmente en monovolúmenes, de alta gama, y en coches o autos modificados.